# Тврђава Свети Иван у Дубровнику
Св. Иван је тврђава у склопу дубровачких градских зидина. Налази се на јужној страни и главна јој је функција била одбрана градске луке.
Уз Минчету на северу, Бокар и Ловријенац на западу, Св. Иван је био трећа главна утврда на дубровачким зидинама. Мања тврђава Св. Лука бранила је градску луку са северне стране док је, са јужне стране, то радила тврђава Св. Иван. У почетку се између тих двају тврђава протезао ланац како би се спречио нежељени улазак бродова у луку јер је ланац био толико чврст да је бродовима без већих проблема ломио кобилице. Тај се ланац протезао све време док, 1484. године, није изграђен вештачко острвце, лукобран, Каше. Лукобран је изграђен по нацртима дубровачког градитеља Паскоја Миличевића, главног дубровачког имжењера. У пројекту изградње лукобрана, главну улогу имала тврђава Св. Иван. Тврђава је настала 1346. године, када је одлучено да се изгради тзв. Тврђава „од мула“. До ње је стајала тзв. Гундулићева тврђава (исто изграђена по нацртима П. Миличевића). Обе тврђаве су 1522. године повезане кулама, а од 1557. године чине целину какву познајемо данас — монументална грађевина полукружног облика у чијој је унутрашњости било велико складиште барута.
Данас се у просторијама тврђаве чува знатан део културног блага из доба Републике. Такође, у њој су смештене збирке Поморског музеја и Аквариј, а терасе служе као летња позорница за потребе Дубровачких летњих игара.